# Hortophora capitalis
Espèce
Synonymes
- Epeira capitalis L. Koch, 1871

Hortophora capitalis est une espèce d'araignées aranéomorphes de la famille des Araneidae.

## Distribution
Cette espèce se rencontre aux Fidji, au Vanuatu et en Nouvelle-Calédonie.

## Systématique et taxinomie
Cette espèce a été décrite sous le protonyme Epeira capitalis par L. Koch en 1871. Elle est placée en synonymie avec Araneus transmarinus par Dondale en 1966. Elle est relevée de synonymie dans le genre Hortophora par Framenau, Baptista, Oliveira et Castanheira en 2021.

## Publication originale
- L. Koch, 1871 : Die Arachniden Australiens, nach der Natur beschrieben und abgebildet. Nürnberg, vol. 1, p. 1-104 (texte intégral).